# Knight Rider – K.I.T.T. in Gefahr!
Knight Rider – K.I.T.T. in Gefahr! (oft kurz: Knight Rider) ist ein Fernsehfilm aus dem Jahr 2008, der auf der gleichnamigen Fernsehserie Knight Rider aus den 1980ern basiert. Der Film hat eine Spielzeit von etwa 80 Minuten und wurde am 17. Februar erstmals im US-amerikanischen Fernsehsender NBC ausgestrahlt. Der Film diente als Pilotfilm zur Nachfolgeserie Knight Rider, die zwischen 2008 und 2009 im Programm von NBC ausgestrahlt wurde. Der Film nimmt keinerlei Bezug auf den früheren Knight-Rider-Ableger Team Knight Rider oder die Filme Knight Rider 2000.

## Rahmenhandlung
Hauptperson des Films ist der ehemalige Army Ranger Mike Traceur. Er ist der Sohn von Michael Knight, der Hauptfigur aus der Serie aus den 1980ern und tritt auch beruflich in dessen Fußstapfen als Fahrer von K.I.T.T. Bei diesem Fahrzeug handelt es sich jedoch nicht um denselben K.I.T.T. wie in der Vorgängerserie, sondern um eine gänzlich neue Version. So steht der Name als Akronym auch nicht mehr für Knight Industries Two Thousand, sondern für Knight Industries Three Thousand. Der neue K.I.T.T. basiert auf einem Ford Mustang Shelby GT500KR.
David Hasselhoff, Darsteller des Michael Knight nimmt seine Serienidentität in einer Minirolle wieder auf.

## Handlung
Der Wissenschaftler Charles Graiman wird während eines Stromausfalls in seinem Haus überfallen und getötet. Die Einbrecher sind hinter diversen Festplattenlaufwerken und einem schwarzen Ford Mustang her, der sich selbständig macht und auf direktem Weg Charles Tochter Sarah aufsucht und diese gerade noch vor einer Entführung retten kann. Seiner Programmierung folgend sucht der Knight Industries Three Thousand Sarahs früheren Freund Mike auf und schafft es, ihn zu Sarahs Schutz zu rekrutieren. Auf der Flucht erhalten sie einen Anruf von dem totgeglaubten Charles, der während des Überfalls von einem Double gedeckt wurde. Er hat sich zu Mikes Mutter Jennifer durchgeschlagen und wartet nun mit ihr in einem Motel. Charles früheren Anweisungen folgend informiert Mike nun die FBI-Agentin Carrie Rivai, die in dem Mordfall ermittelt. Unglücklicherweise setzt diese den korrupten Sheriff von dem Versteck in Kenntnis, der sofort die Gangster informiert.
Am Motel kommt es zum Zusammentreffen von Mike, Sarah, Charles und Jennifer, bei dem Mike auch erfährt, dass K.I.T.T. nicht der erste Wagen dieser Art ist und sein Vater, der ihn und seine Mutter angeblich im Stich gelassen hat, der Fahrer jenes ersten K.I.T.T. war.
Als sie K.I.T.T. erreichen, können sie gerade noch durch eine Notabschaltung verhindern, dass K.I.T.T. vom Hacker der Gangster unter deren Kontrolle gebracht wird. Doch da treffen auch die anderen Gangster ein, töten Jennifer und machen sich mit Charles, der ihnen Zugang zu einem Militärcomputersystem beschaffen soll, aus dem Staub.
Mike und die ebenfalls eingetroffene Carrie können die zurückgebliebenen Gangster überwältigen und Mike und Sarah machen sich auf die Jagd nach den Gangstern. Es gelingt ihnen erst, diese zu stoppen, indem sie K.I.T.T. und damit dessen Nanotech-Panzerung reaktivieren und sich dem Fluchtwagen in den Weg stellen. Bei der Kollision sterben der korrupte Sheriff und der Hacker. Charles und der Fahrer können verletzt gerettet werden.
Bei Jennifers Beerdigung trifft Mike zum ersten Mal seinen Vater, der ihm erklärt, warum er sie damals zurückließ. Er legt Mike auch nahe, Charles’ Angebot anzunehmen und in seine Fußstapfen zu treten. Nachdem K.I.T.T. von Sarah wieder repariert und verbessert worden ist, macht sich Mike auf die Jagd auf die Hintermänner des Überfalls.

## Ausstrahlung
Die deutsche Free-TV-Premiere auf dem Sender RTL fand am 8. Oktober 2009 statt.

## Quoten
Obwohl der Film wenig schmeichelhafte Kritiken bekam, erreichte NBC den ersten Platz bei den 18- bis 49-jährigen Zuschauern. Der Film erreichte eine durchschnittliche Zuschauerzahl von 12,8 Millionen.

## Serienreife
Nach dem Quotenerfolg des Pilotfilmes gab NBC am 1. April 2008 bekannt, dass Knight Rider wieder in Serie gehen werde. Als ausführender Produzent wurde unter anderem Gary Scott Thompson, bekannt durch den Film The Fast and the Furious, engagiert. Die neue Serie Knight Rider wurde vom 24. September 2008 bis 4. März 2009 auf dem US-amerikanischen Sender NBC ausgestrahlt, der am 19. Mai 2009 bekannt gab, keine weitere Staffel produzieren zu lassen.